# Arne Larsen Økland
Arne Larsen Økland (ur. 31 maja 1954 w Bømlo) – norweski piłkarz występujący na pozycji napastnika. Trener piłkarski.

## Kariera klubowa
Økland karierę rozpoczynał w 1972 roku w drugoligowym zespole SK Vard Haugesund. W sezonie 1975 awansował z nim do pierwszej ligi. W tamtym sezonie dotarł też do finału Pucharu Norwegii. W 1977 roku przeszedł do innego pierwszoligowca, Bryne FK. W sezonie 1979 zajął z nim 4. miejsce w lidze.
W 1980 roku Økland odszedł do niemieckiego Bayeru 04 Leverkusen. W Bundeslidze zadebiutował 15 sierpnia 1980 w przegranym 0:1 meczu z 1. FC Kaiserslautern. 20 sierpnia 1980 w zremisowanym 1:1 pojedynku z 1. FC Köln strzelił pierwszego gola w Bundeslidze. Przez trzy sezony w barwach Bayeru rozegrał 101 spotkań i zdobył 43 bramki.
W 1983 roku został graczem francuskiego Racing Club de France. W sezonie 1983/1984 awansował z nim z Ligue 2 do Ligue 1. W rozgrywkach tych zadebiutował 17 sierpnia 1984 w przegranym 0:2 spotkaniu z FC Metz. Po spadku do Ligue 2 w sezonie 1984/1985, Økland odszedł z klubu. Wrócił wówczas do Bryne FK. W 1987 roku zdobył z nim Puchar Norwegii. W tym samym roku zakończył karierę.

## Kariera reprezentacyjna
W reprezentacji Norwegii Økland zadebiutował 29 marca 1978 przegranym 0:3 towarzyskim meczu z Hiszpanią. 20 września 1978 w zremisowanym 1:1 pojedynku eliminacji Mistrzostw Europy 1980 z Belgią strzelił pierwszego gola w kadrze. W latach 1978–1987 w drużynie narodowej rozegrał 47 spotkań i zdobył 11 bramek.